# Joseph Schröter

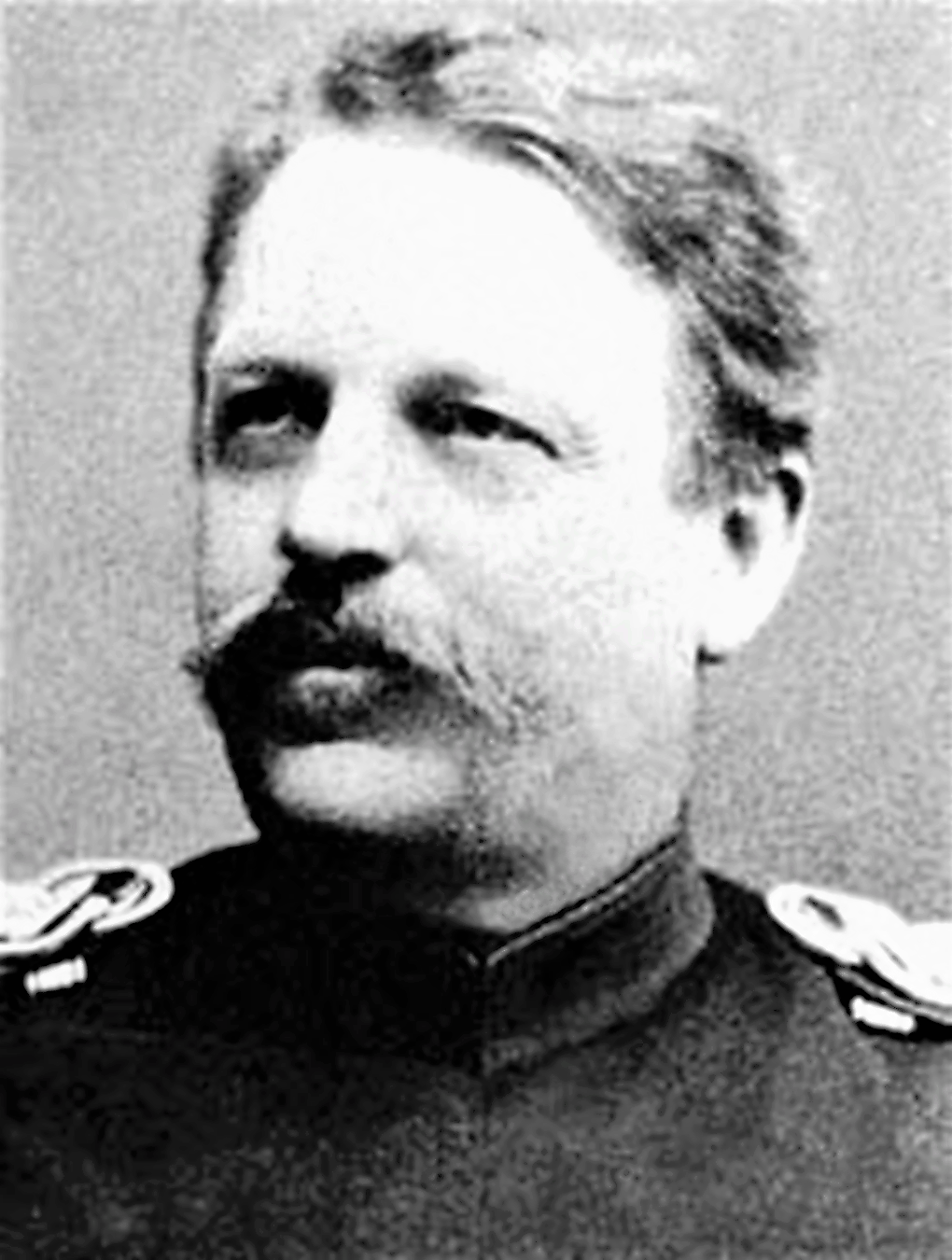
Schröter, ca. 1870

Joseph Schröter (14 maart 1837 – 12 december 1894) was een bekende Duitse mycoloog, arts en wetenschapper. Hij schreef verschillende boeken en teksten, en ontdekte en beschreef vele soorten flora en schimmels. Hij bracht ook ongeveer vijftien jaar door, van 1871 tot 1886, als militair arts, vooral in de Frans-Pruisische oorlog, in plaatsen als Spandau, Rastatt en Breslau, en klom op tot de rang van kolonel.

## Biografie
In 1855 koos Schröter ervoor om geneeskunde te studeren in Breslau, Neder-Silezië (Wrocław, Polen sinds 1945), maar in 1856 stapte hij over naar de Friedrich-Wilhelm Academie in Berlijn, Pruisen (Duitsland verenigde zich pas in één natiestaat toen 1871). In 1859 behaalde hij zijn doctoraat in de geneeskunde. In hetzelfde jaar nam hij dienst in het Pruisische leger en diende als arts in de Frans-Pruisische oorlog. Hij bekleedde deze post aan het einde van de oorlog, in 1871, voordat hij in Spandau en later in Rastatt werd gestationeerd. Vanwege zijn inspanningen als arts, evenals de verschillende andere bijdragen die hij leverde aan het leger (vooral tijdens de Frans-Pruisische oorlog), werd Schröter in 1880 gepromoveerd tot de rang van kolonel. Vervolgens werd hij gestationeerd in Breslau. Zijn carrière aan de Universiteit van Breslau begon zes jaar later, in 1886, toen hij werd aangesteld als docent. Hij bleef een aantal jaren aan de universiteit lesgeven en werd professor in 1890. Hij stierf in 1894, na terugkeer van een wetenschappelijke expeditie naar Turkije.

## Werk
Schröter beschreef vele geslachten, waaronder:
- Aleurodiscus
- Ceratiomyxa
- Clavulina
- Daedaleopsis
- Dicranophora
- Hygrophoropsis
- Plasmopara
- Sclerospora
- Sorosphaera
- Synchephalastrum